# Macizo de Ubiña
El macizo de Ubiña es un pequeño macizo montañoso del norte de España que se encuentra situado en el centro de la cordillera Cantábrica, a caballo entre los concejos asturianos de Lena, Teverga y Quirós, y la comarca leonesa de Babia. Algunos autores del siglo XIX lo denominaban macizo de Agüeria.
En Ubiña se alcanzan las mayores altitudes de la cordillera Cantábrica fuera de los Picos de Europa y su área de influencia.
La zona asturiana del macizo constituye el parque natural de Las Ubiñas-La Mesa que es desde el 11 de julio de 2012 reserva de la biosfera de la Unesco.

## Flora
Los bosques, abundantes, tienen predominio de haya, roble y abedules, y vegetación de alta montaña. En la zona de los Puertos de Aguería se encuentra el mayor bosque de acebo de Asturias.

## Fauna
En el macizo de las Ubiñas está presente la fauna propia de la cornisa cantábrica: ciervo, jabalí, lobo, venado, rebeco y corzo, nutria, urogallo y el oso pardo.

## Principales picos del macizo
En el macizo se sitúan 58 cumbres de más de 2000 m de altitud como Peña Ubiña (2417 m), que da nombre al macizo, Peña Rueda (2155 m), imponente mole caliza de forma piramida, sin olvidar el techo del macizo, los Picos del Fontán, con sus 2417 m, el Prau Fontán (2367 m), El Siete (2356 m) o El Crestón del Pasu Malu (2377 m). 
Los picos más destacados del macizo, ordenados de mayor a menor altitud, son los siguientes:
- Fontán Norte (2417 m)
- Peña Ubiña (2417 m)
- Fontán Sur (2412 m)
- El Crestón del Pasu Malu (2377 m)
- Prau Fontán  (2357 m)
- El Siete (2356 m)
- Tercer Castillín (2304 m)
- Segundo Castillín (2270 m)
- Primer Castillín (2252 m)
- Puerta del Arco (2217 m)
- Pico Colines (2211 m)
- Peña Ubiña Pequeña (2197 m)
- Huerto del Diablo Sur (2183 m)
- Práu Capón (2171 m)
- Fariñentu (2168 m)
- Peña Rueda (2152 m)
- Peña del Ranchón (2152 m)
- Canalón Oscuro (2144 m)
- Práu del Albo (2131 m)
- Siegalavá (2131 m)
- Pico la Palazana (2128 m)
- Cuetu les Cabres (2118 m)
- El Tapinón (2108 m)
- Huerto del Diablo Norte (2105 m)
- Peña Cerreos (2101 m)
- Pie Ferreru (2099 m)
- Peña del Arca (2081 m)
- Alto los Camisos (2074 m)
- Peña Cigacha (2053 m)
- Pico de la Cueva de Melluque (2049 m)
- Alto las Cheras (2047 m)
- Peña Chana (2041 m)
- Pico Sobre el Tambarón (2005 m)
- La Carba (2003 m)